# ナチス・ドイツによるフランス占領

ドイツ軍政下フランス
Militärverwaltung in Frankreich (ドイツ語)
Administration militaire en France (フランス語)

国歌: Deutschland, Deutschland über alles（ドイツ語）
世界に冠たるドイツ（1番のみ）

Die Fahne hoch!（ドイツ語）
旗を高く掲げよ

Maréchal, nous voilà !（フランス語）
元帥よ、我らここにあり!
ドイツによる占領地域（赤）の変遷。
上から1940年6月-1942年11月、1942年11月-1943年9月、1943年9月-1944年6月

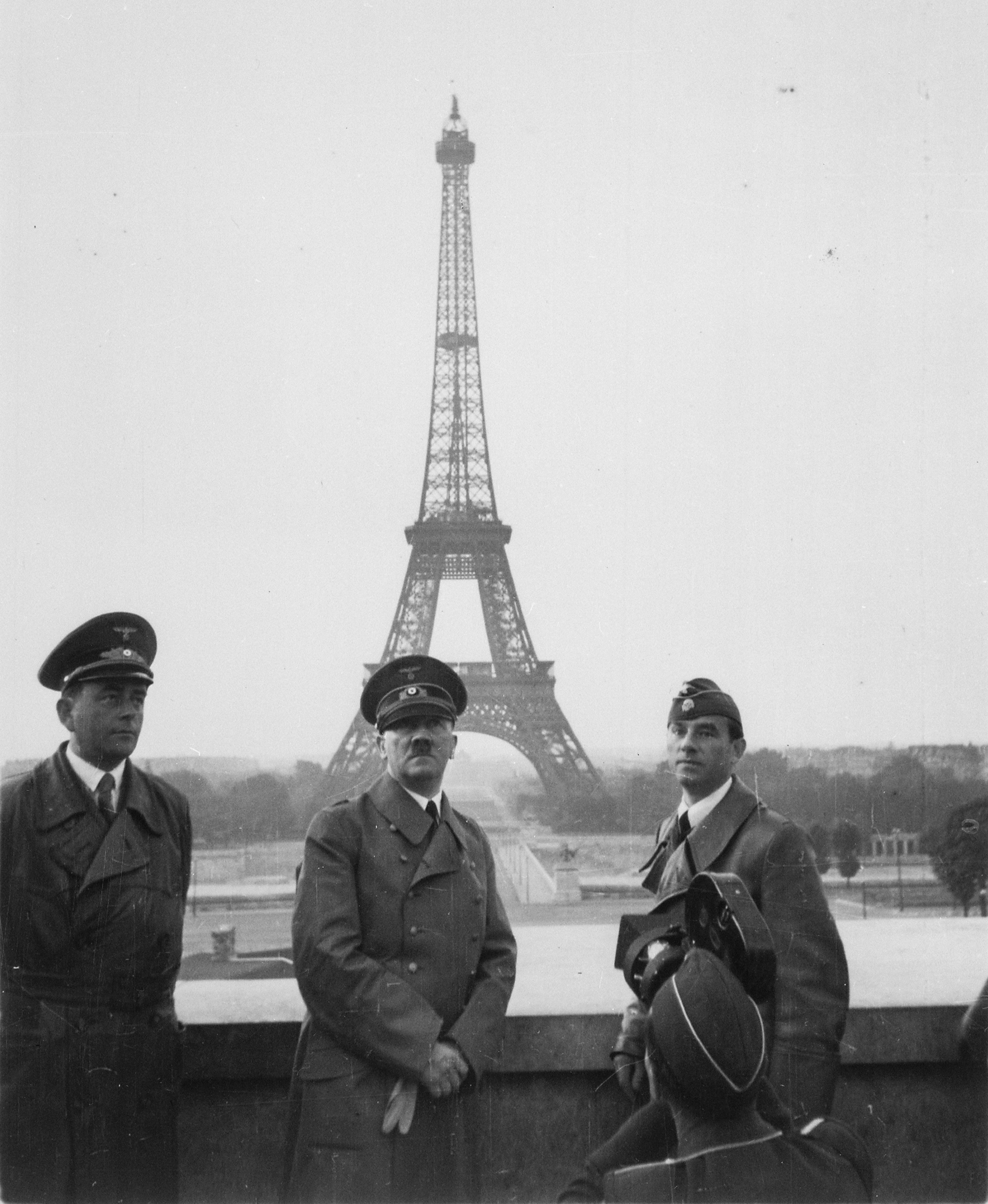
1940年7月23日、シャイヨ宮よりエッフェル塔を背にする総統アドルフ・ヒトラーとアルベルト・シュペーア（左）

ナチス・ドイツによるフランス占領（ナチス・ドイツによるフランスせんりょう）は、ドイツ軍による1940年のナチス・ドイツのフランス侵攻によってフランス第三共和政政府が崩壊したことにより開始され、1944年以降にドイツ軍が連合国軍によって駆逐されるまで続いた。

## 概要
アドルフ・ヒトラー率いるナチス・ドイツによるフランスの占領は、初期から中期には自由地域が設定され、ヴィシー政権による一応の独立が認められていたが、間接的なドイツの影響が強く及んだ。戦局の変化に伴い、1942年11月のアントン作戦により全土が占領下におかれ、ヴィシー政権の影響力は著しく減退した。経済面では四カ年計画庁によってドイツ企業によるフランス企業の吸収や輸出入の統制、占領経費の供出を強いられた。
ドイツはフランス側からの対独協力者（コラボラシオン）獲得による支配体制の強化に努めたが、国民の生活は窮乏した。またドイツおよびヴィシー政権は、ユダヤ人の迫害を強力に推進した。やがてフランス国民のレジスタンス活動は次第に活発化してゆき、マキなどの抵抗組織が結成され、連合軍の動きに呼応した。1944年6月のノルマンディー上陸作戦以降、次々と占領地は解放され、8月のパリの解放とヴィシー政権の崩壊によってドイツによる占領体制は崩壊し、国土は以降も順次解放されていった。

## 占領開始

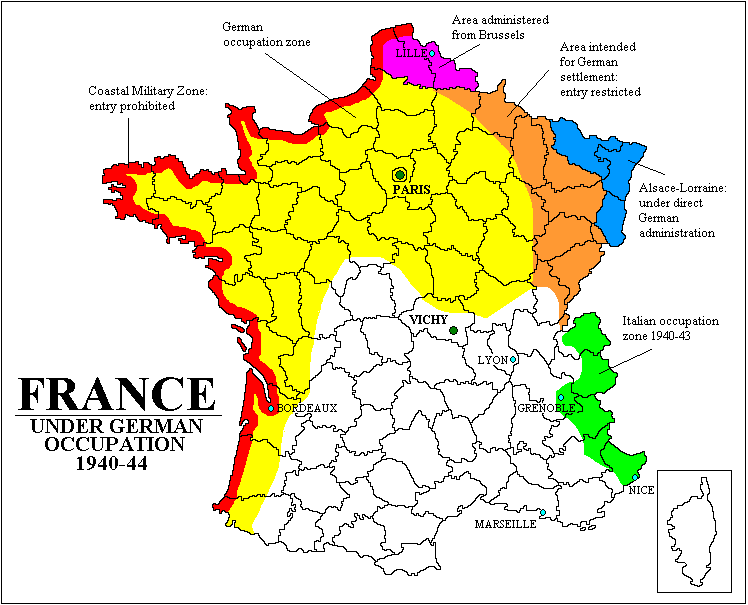
黄はドイツ軍の占領地域、橙は「保留地域」、紫はベルギー占領軍統治下の「禁止地域」、赤が禁止地域のうち、沿岸防備地域。青がドイツへの割譲地、緑がイタリア軍の占領地、白はヴィシー政府の支配地域である「自由地域」

1940年6月22日、ドイツはヴィシー政府と独仏休戦協定を締結し、さらに仏伊休戦協定を締結した。これにより、形式的にはフランスにヴィシー政府の主権が残ったものの、半分以上の領域はドイツ軍・イタリア軍によって占領されることとなった。また、アルザス＝ロレーヌには民政が敷かれ、「ドイツ国民経済への急速かつ効果的な編入のための諸措置」がとられるなど、事実上ドイツ領に編入された（第二次世界大戦下のアルザス＝ロレーヌ）。
ドイツ軍の占領地域はジュネーヴとスペインをつなぎ、トゥール（アンドル＝エ＝ロワール県）を経由するラインの北西側という、パリを含む広大なものであった。これらの占領区域のうち、大西洋に面する地域とベルギー国境付近（現在のノール＝パ・ド・カレー地域圏）は「禁止地域」とされ、フランス側の官憲は立ち入りできなかった。また仏伊国境の地域はイタリア王国に占領された（イタリア南仏進駐領域）。フランス軍政部（Die Befehlsstelle des Militärbefehlshaber Frankreich）はパリに設置され、オットー・フォン・シュテュルプナーゲル大将が軍政長官（Militärbefehlshaber）となった。軍政部はインフラの修繕・捕虜の監視・宣伝・通信・防諜を担当する軍務局と民政局の二つに分かれていた。民政局は三つの課に別れ、人事・通訳・許認可を担当する総務課、警察・学校・運輸・文化・芸術の保護を担当する行政課、補給・経済・労働力・企業のアーリア化を担当する経済課に分かれていた。
ただし、軍政当局の権限はさほど強くはなく、警察権は親衛隊に譲り渡し、ヴィシー政府との交渉はドイツ大使館に一任していた。さらに全国指導者ローゼンベルク特捜隊やトート機関、労働力配置総監などは軍政部から独立して行動した。やがて軍政部はこれら錯綜した組織の連絡調整センターにすぎなくなった。
また、休戦協定22条に基づき、条件の達成を確認するための休戦委員会が設置されたが、この委員会はOKWの監督下にあるとされ、フランス側には「要望を表明し」、「執行についてドイツ休戦委員会から諸規則を受諾するため」の代表を送ることしかできなかった。さらに20条では、ドイツに捕らえられた戦時捕虜はそのまま抑留されることとなっており、また占領地区の武器はドイツに引き渡されることとなり、自由地区の武器は独伊両軍の監督下に置かれただけでなく、陸軍は10万人に限定され、新たな軍備装備の製造は禁止された。また、ヴィシー政府は独伊両軍の占領経費を支払わねばならなかった。1940年6月25日からドイツに対して毎日2000万ライヒスマルク（約4億フラン）、イタリアに対して月額5000万ライヒスマルクを支払うこととなった。ドイツはこの費用を経済大臣の管掌に任せ、ドイツ企業がフランスにおいて資本や企業を買収する費用に充てられた。占領経費の支払いは10日分を一括で、前払いであった。
ヴィシー政府は、一応正統な政府としてイギリス以外の各国から承認されたが、自由地域でもドイツの要求を拒むのは困難であった。ヴィシー政府の支配地域の南部は自由地域とされたが、自由地域と占領区域の間には境界線が配置された。境界線はドイツ軍の許可がなければヴィシー政府閣僚ですら通行できず、小荷物は郵送できるが、手紙のやりとりは禁じられた。

## 占領政策

### 初期

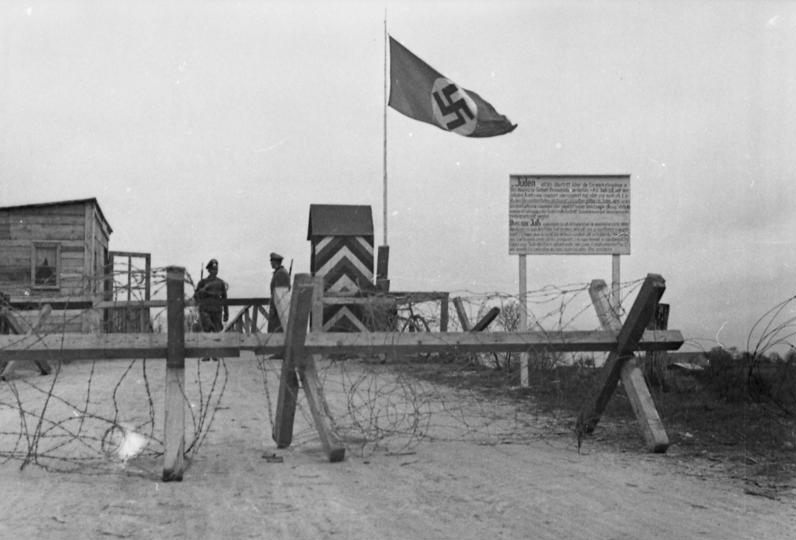
シェール川に架かる橋に設けられた検問所。立札には「ユダヤ人の境界線越えを禁じる」と書かれている。

独仏休戦協定の諸条件は「もっぱらドイツの安全の立場から厳命された」ものであった。フランスの敗北が明らかになると、ドイツ経済省は自国内の大企業や全国工業集団（ReichsgruppeIndustrie）に対し、フランス産業界に対する要求を提出させた。当時の大企業の一つであるIG・ファルベンインドゥストリーを中心とする化学工業団体は、フランス化学工業界への参入を希望しているが、この中でIG・ファルベンはフランス染料諸企業資本の50%を要求している。このほかに諸企業の要求は「十分な割り当ての保証」、「為替・通商政策におけるドイツ利害の配慮」、「ドイツ人に対する無条件の滞在許可」、「ドイツ側の必要に応じたドイツ人の労働許可」、「租税上の不利益措置の排除」など、ドイツ側の優越を一方的に押しつけるものであった。これらの要求、特にIG・ファルベンの要求は国家の新秩序計画に組み込まれ、ドイツの公的政策となった。
1940年6月13日に四カ年計画全権ヘルマン・ゲーリング空軍元帥は、西部占領地域の経済利用に関する命令を発出した。ゲーリングは「フランスが征服された国であり、そこから引き出されるべき主要な諸利益は戦利品である」と考えており、占領地からの資源・機械・家畜の没収を基本方針としていた。ヒトラーもこの方針に賛同しており、「フランスとの全交渉は政治的側面からのみみられるべきであって、けっして経済的側面からみられてはならない」と考えており、経済に支障が出るためフランスが撤廃を求めていた占領区域の境界線検問の廃止にも応じなかった。ドイツ側の考えはこのような搾取と懲罰によるものであり、経済省の案の中にはフランスを「いくつかの奢侈品工業を持つ農業国」に転化させる計画すらあった。一方で外務省はフランスを「新秩序」に編入するためにはもっと穏やかな政策をとるべきであると主張した。
8月には駐仏大使オットー・アベッツがパリに赴任した。アベッツはドイツの宣伝やヴィシー政府との連絡、政治的重要文書の調査など様々な任務を帯びていた。アベッツはパリの社交界の中心となり、「10億ライヒスマルクを使った男」と呼ばれた。アベッツはフランスを「ゲルマン戦士の休息の場」、「憩いの庭、歓楽の場」に育て上げるつもりであったが、軍政部に助言する程度の権限しかなく、ドイツ側の残忍さをこぼす程度のことしかできなかった。
この1940年10月までの時期は、主にドイツによる一方的な搾取の時期であった。ヴィシー政府も敗北によって方向を見失っており、対独協力の動きもさほどではなかった。フランスの対独輸出入は戦争中と変わらない低水準のままであった。しかし、効率的な軍需生産が求められるようになり、ドイツ側は方針転換を迫られることとなった。
8月26日、ゲーリングはフランスを含む西部占領地域の軍需・公的・私的注文を調整する機関として、中央発注所（Zentralauftragsstelle）を設置する指令を出した。各官庁や公私企業は占領地域ごと（オランダ、ベルギーと北フランス、ヴィシー政府）の中央発注所に発注を届け出ることとなり、戦争遂行に必要な軍需生産を優先させる体制ができあがった。一方、フランス側の産業もほとんどが軍需生産に振り向けられており、これを継続したいフランス産業界側からの要望もあった。

### 中期
1940年10月から1942年11月まではドイツとフランスの間で一定の利害調整が行われた時期である。この時期にはピエール・ラヴァルらの対独協力（コラボラシオン）が活発化し、ドイツ側は次第に利益を上げられるようになった。このためドイツに対する輸出も全体の40%に達するまでに増加し、輸入量も改善された。このようなコラボラシオンの結果の一つが、1941年7月に成立した航空機製造のための独仏共同計画である。1943年にはフランスの全航空機産業がドイツに併合された。この頃にはフランスは「ドイツ経済に対する原料、食糧、および工業製品の最も重要な供給者となっていた」。1941年5月11日からは占領経費の支払いが1500万マルクに減額された。
一方でドイツの権威を背景としたドイツ企業によるフランス企業の吸収が進んだ。中でもフランス染料企業はIG・ファルベンが51%を出資する「フランカラー」社に統合され、事実上IG・ファルベンの支配下となった。また、通常の取引でもドイツ軍の圧力を背景に、フランス側には不利益が押しつけられた。たとえばフランス通貨フランとドイツ通貨のマルクの為替レートは12フラン＝1マルクが相場であったが、一方的に20フラン＝1マルクと公定された。また、1940年11月にヴィシー政府との間で結ばれた相殺協定は、物資の輸出入に当たって支払いを即時に行わず、両国間の輸出入額を均衡させるという名目であったが、フランス側はその支払代金を受け取ることができず、事実上ドイツ側の輸入代金踏み倒しに利用された。いっぽうでユダヤ系企業の資産没収により、クレディ・リヨネやパリバ、国立商工銀行などの銀行業界は資産を倍増させている。
1942年になると大使館の機能はドイツ労働戦線や親衛隊に取ってかわられるようになり、アベッツの役割はますます小さなものとなった。4月からはゲシュタポが占領地区で公式な活動を開始し、5月にはフランスの親衛隊及び警察指導者にカール・オーベルクが就任した。ヴィシー政府首相ピエール・ラヴァルは親衛隊やアプヴェーア（ドイツ国防軍諜報部）の活動を自由地域でも許可している。

### 全土占領期
| 年度                        | ドイツからの 輸入額 | フランス 総輸入額† | 総輸入に占める ドイツの割合 | 本国総輸入に占めるドイツの割合 |
| --------------------------- | ------------------- | ------------------ | --------------------------- | ------------------------------ |
| 1939年                      | 2076.7              | 44453.6            | 4.7                         | 6.5                            |
| 1940年                      | 92.9                | 45654.9            | 0.2                         | 0.3                            |
| 1941年                      | 3941.1              | 24505.7            | 16.1                        | 39.6                           |
| 1942年                      | 7519.3              | 25952.4            | 29.0                        | 55.8                           |
| 1943年                      | 8379.9              | 13960.3            | 60.0                        | 61.3                           |
| 1944年                      | 4630.6              | 7736.1             | 59.9                        | 60.3                           |
| †フランス本国と植民地を含む |                     |                    |                             |                                |

| 年度                        | ドイツへの 輸出額 | フランス 総輸出額† | 総輸出に占める ドイツの割合 | 本国総輸出に占めるドイツの割合 |
| --------------------------- | ----------------- | ------------------ | --------------------------- | ------------------------------ |
| 1939年                      | 1054.6            | 32057.0            | 3.3                         | 4.6                            |
| 1940年                      | 652.9             | 17920.7            | 3.6                         | 5.8                            |
| 1941年                      | 6436.9            | 16140.0            | 39.9                        | 59.9                           |
| 1942年                      | 17795.9           | 29664.3            | 60.0                        | 76.7                           |
| 1943年                      | 29189.0           | 35407.3            | 82.4                        | 82.4                           |
| 1944年                      | 20838.2           | 23961.0            | 87.0                        | 81.1                           |
| †フランス本国と植民地を含む |                   |                    |                             |                                |

トーチ作戦による北アフリカ喪失を受けたドイツは、1942年11月11日にアントン作戦を実行し、自由地域の占領を開始した。占領経費は再び増額され2500万マルクとなった。さらに1943年9月のイタリアの降伏後は、月額5000万マルクの補償金はドイツに支払われることとなった。
このドイツによる全土占領が行われた1942年11月から1943年の時期、ドイツはフランスから最大の利益を得ることに成功した。四カ年計画当局は「占領諸地域から非常に注目すべき量の物資を取り出すことに成功した」としている。この時期にはコラボラシオンがフランスの「奴隷化」を招き、ドイツによる搾取はもっとも大きなものになった。フランスはドイツの粗国民生産の4分の1に達する商品とサービスを提供し、総輸出の8割以上をドイツに向けていた。これはドイツの総輸入の40%以上に達するものであった。これらの「成果」はフランス人の犠牲の上に成り立っており、食糧割り当てはドイツ人に対して半分の割合であり、肉に至っては3分の1以下であった。
また労働力配置総監フリッツ・ザウケルはフランスからドイツ本土へ25万人の労働者を移送することを要求した。1943年2月16日、ヴィシー政府は強制労働局 (STO) を設置し、ドイツにおける労働者を募集した（義務協力労働）。STOの募集は拒絶すれば食糧配給が停止されるなどほとんど強制的なものであり、1943年3月までには要求された25万人がドイツ本土へ移送された。強制労働者は栄養不良で体調を崩すものが多く、3万5千人が結核などで死亡している。強制労働を拒否した人々はマキと呼ばれる抵抗運動に参加した。これら徴用や捕虜の強制労働、大西洋の壁等の建設に関わっていたドイツ企業など、ドイツのために働いたフランス人は合計で350万人を超えた。
全土占領後、フランス警察は全土でドイツ軍の指揮下になったが、士気の低下が目立ち、投獄されるものも現れた。かわってゲシュタポは手先となるフランス人を町中に潜伏させ、密告や暗殺によって治安活動を行うようになった。パリ16区フォッシュ街のフランスゲシュタポ本部では、毎晩のように悲鳴が聞こえていた。

## 占領地域の国民

### 生活
休戦後しばらくは混乱が続いていたが、やがて市民生活は平穏を取り戻した。しかし占領地域においてフランスの国旗の掲揚は禁じられ、市民の胸中には軍や対独協力者に対する恐れと怒りがあった。ジャン＝ポール・サルトルはパリ市民とドイツ軍の間には「屈辱感を伴った名状しがたい一種の」「何等共感を伴わない」「連帯関係」があったと語っている。
フランスの輸出入は極度に減少し、残った輸出入の大半はドイツ向けとなった。1940年9月からは配給制が始まり、年齢別・職業別によって食糧が割り当てられるようになった。ドイツの戦況が悪化すると、配給量は減少の一途をたどり、電力不足・交通の悪化がはげしくなった。パリではウサギを飼う人が増え、空き地や公園、道路の斜面などで野菜が作られるようになった。人々は闇市や遠距離からの輸送に頼らざるを得なかった。1942年秋からはイギリス軍による空襲が増加し、多くのフランス人が命を落とした。自転車は鍵をかけておいても盗まれるほど治安は悪化し、ユダヤ人等に対する密告が横行した。
一方でアンドレ・ジッドやパブロ・ピカソなどの独創的な作家・芸術家にとって、ドイツ軍占領下のパリはヴィシー政府の統制に比べると自由だと感じられた。ヴィシー政府の検閲はナチスよりも対象が多く、その点では占領地域のほうが比較的ましであった。

### レジスタンス

1941年8月の軍政当局布告。21日にパリでドイツ軍関係者が殺害されたことを受け、軍政当局やフランス官憲に拘留されている者を23日以降「人質」として扱い、今後同様の事件が起きた場合には、その重大性に応じた人数を射殺すると書かれている

占領直後の抗独レジスタンスは、個人の自発的な抵抗として始まった。彼らは密告を警戒しながら個人の協力者を求め、やがて小規模な抵抗組織ができあがっていった。1940年6月18日にはシャルル・ド・ゴールがロンドンからフランスに向けて抗戦を呼びかけるラジオ放送を行ったが、この時点での彼はまだ大きな存在ではなかった。
1940年11月11日の第一次世界大戦休戦記念日には、あらゆる素材でできた三色旗章をつけた学生数千人がシャンゼリゼ通りをパレードした。彼らはラ・マルセイエーズを歌い、中には二本の釣り竿（ドゥ・ゴール、シャルル・ド・ゴールと引っかけている）を担いだ学生もいた。軍政当局は123人の学生を逮捕し、5人の学生を有罪としたうえで、デモの発端となった大学を一時閉鎖した。
この時期にできた主要なレジスタンス組織としてはクリスティアン・ピノーが率いるフランス社会党系の「北部解放」、アンリ・フルネが率いるキリスト教民主系の「コンバ」、エマニュエル・ダスティエとジャン・カヴァイエスらによって結成された「南部解放」が知られる。またノートルダム信心会はその信徒組織を使って北と南のレジスタンス組織の連絡を取り持った。
1941年になるとロンドンの自由フランスと国内レジスタンス運動の間で連絡が取られるようになった。6月22日には独ソ戦が開始され、それまで対独協力的であった「モスクワの長女」フランス共産党の方針が反独に切り替わった。共産党系のレジスタンス組織は「国民戦線」であり、共産党系以外の者も参加できる組織であった。国民戦線は職業別の組織を作って次第に拡大し、レジスタンス組織の一大勢力となった。
フランス革命記念日の7月14日には、自由フランスの呼びかけで、パリ市民が青・白・赤のものを身にまとい、密かに三色旗を現す「デモ」が行われた。またこの年にはパリの各地で「V」という文字が落書きされる事件が相次いだ。これは連合国の勝利を願う「Vサイン」であり、ドイツ軍は逆にエッフェル塔や議事堂にドイツの勝利を現す「V」を掲示することで対応した。
8月23日には共産党によるドイツ将校暗殺事件が発生した。この前日には、ドイツ将校が暗殺されれば、拘禁されている共産主義者やユダヤ人の「人質」を処刑するという布告が行われており、8月30日には8人の人質が処刑された。8月28日にはラヴァルとマルセル・デアが狙撃されるという事件が起きた。9月にはフランスに強制収容所を建設する許可が出た。ヴィシー政府とドイツ軍の取り締まりは苛烈になり、ド・ゴールがレジスタンスに自重を促す演説を行うほどであった。12月には『夜と霧の布告』が出され、ドイツ将兵の殺傷行為を働いたものは処刑にされることとなった。1942年4月からは占領地区の警察活動は親衛隊が行うこととなり、取り締まりはより激しくなった。
1942年11月の全土占領までは、占領地域では軍事的な、自由地域では政治的な抵抗が行われていた。北部地域では個人的な暗殺やインフラの破壊、大規模ストライキなどが行われた。ドイツ側は激しい摘発と密告の奨励によって対抗した。全土占領後はヴィシー政府に対する国民の期待が消滅したこともあり、レジスタンス運動の拡大と、組織化が促進された。1943年9月からの3ヶ月間で709人の治安関係者が暗殺され、9000件の爆弾事件が起き、600の列車が脱線させられた。
1943年になると共産党系の組織も自由フランスとド・ゴールを承認するようになった。5月には全国抵抗評議会 (CNR) が結成され、自由フランスを中心とした新生フランス樹立を目指すこととなった。6月9日にはフランス秘密軍指揮官のシャルル・ドゥレストラン准将が逮捕された。またこの頃には激しい徴用から逃亡した人々で結成されたマキの抵抗が活発になった。
芸術家の中にはガブリエル・ペリやアルベール・カミュのように自らレジスタンス組織に参加するものもいた。またレジスタンスを支援するポール・エリュアールの詩『自由』やサルトルの戯曲『蝿』なども発表された。当時挿絵作家だったヴェルコール（ジャン・ブリュレルの筆名）は深夜叢書を創設し、自著『海の沈黙』ほか、ルイ・アラゴン、ジャン・カスー、ジャン・ゲーノらレジスタンスの作家の作品を地下出版した。

### コラボラシオン
ドイツ大使アベッツはフランスのジャーナリズム界に働きかけ、フィリップ・アンリオ（fr:Philippe Henriot）等の協力者を得、対独協力の宣伝を行わせた。ドイツ大使館は1943年までにパリの新聞界に3億フランを提供したという。またロベール・ブラジヤック、アベル・ボナール等の、戦前フランスに反感を持つファシスト知識人も対独協力に積極的であった。1941年と1942年には、国民啓蒙・宣伝大臣ヨーゼフ・ゲッベルスがフランスの作家・芸術家をドイツに招き、ドイツに好意を持つようし向けた。『新フランス評論』を発行するガリマール社は対応に苦慮し、一方ではドイツの意向に沿う編集者・作家を起用する一方で、反ドイツ的作家を雇用するなど綱渡り的な運営を行っていた。
またナチス運動に魅了され、軍事的・政治的に対独協力を行ったジャック・ドリオやジョゼフ・ダルナンのような存在もあったが、ドイツ側はさほど信頼を置いていなかった。さらに戦前の左派のうち、マルセル・デアをはじめとする反共主義者や平和主義者も対独協力に積極的であった。デアは国家人民連合 (RNP) を結成し、ヴィシー政府よりも積極的な対独協力を主張した。
フランス共産党は独ソ不可侵条約を支持していたため、開戦以降禁止され、弾圧されていた。また党指導者モーリス・トレーズは亡命先のモスクワから、ドイツと戦わないように指令を出していた。このためドイツの占領後は、むしろ帝国主義政府が打倒されたことを歓迎し、ドイツ側と党の合法化に向けた交渉を行っている。しかしソビエト連邦とドイツの関係が微妙となった1941年5月頃からは抗独の動きを見せ始め、独ソ戦開始後は、大量の党員が逮捕されたこともあって、はっきりと反独にふみきった。

## ヴィシー政府の動き

### リオン裁判
マルク・ブロックが「打ち負かされた国民はすべて裏切り者を探すか、やむをえなければ敗北を幾人かの身代わりの責任に帰する」と述べたように、ヴィシー政府では敗北の責任を問う動きが占領直後から起こっていた。フランス共産党もこの動きに賛同しており、フランソワ・ビューは獄中から検察側証人となることを訴えており、北アフリカで監禁されていた共産党議員も証言に協力する意向を示した。ヴィシー政府はこの裁判で民主主義制度を糾弾するつもりであり、被告側もそれを見抜いていた。
1942年2月から始まったリオン裁判では、レオン・ブルム、エドゥアール・ダラディエらの歴代フランス人民戦線首相、モーリス・ガムラン陸軍総司令官が裁かれた。しかし裁判の過程で、人民戦線政府が再軍備の計画を立てていたのに対し、軍側が退嬰的な防御方針に固執していたことが明らかになった。このことは軍部やヴィシー政府首班のフィリップ・ペタン元帥の責任につながることになりかねず、またヒトラーの不興も買ったこともあり、4月には裁判が中止された。

### 宣伝
1940年7月にヴィシー政府は3つの国営放送局と民放2局を占領軍の使用にゆだね、フランス国内ではドイツのプロパガンダ放送が繰り広げられることとなった。フィリップ・アンリオはもっとも有名な扇動家の一人であり、反共・反ユダヤ・反連合国を訴えた。また占領地域の映画館では上映に先立ってニュース映画の上映が義務づけられ、反共・反ユダヤ・反連合国、ヴィシー政府の国民革命などが喧伝された。
これらの宣伝もあって、降伏前からすでに高まっていたヴィシー政府主席ペタン元帥への個人崇拝は非常に高まった。1944年4月にペタンがパリを非公式訪問した際にも熱狂的な歓迎が起こるほどであった。
独ソ戦開始以降は反ボルシェヴィキ・反共のキャンペーンが強化された。

### ユダヤ人迫害

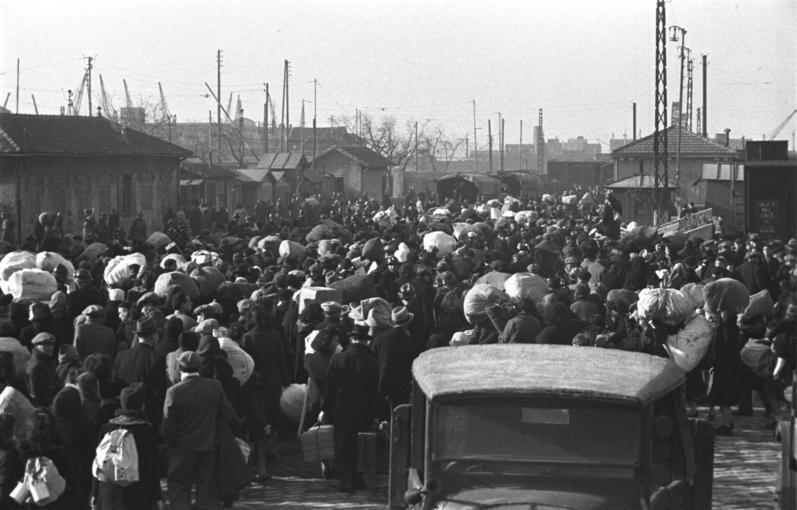
1943年1月、マルセイユから国外退去となったユダヤ人達

占領開始後、ペタンは「国際ユダヤ資本」を批判する演説を行い、反ユダヤの動きが明確化された。パリの商店では「ユダヤ人お断り」の張り紙が出現し、ユダヤ人排斥デモが各地で発生した。1940年9月には教師に対してフリーメイソンやユダヤ人でないことの誓約が義務づけられ、1927年以降に移民した6300人のユダヤ人が帰化を取り消された。この措置は教師だけでなく上級公務員、将校、雑誌編集者、映画監督、劇場支配人までに及んだ。ヴィシー政府はユダヤ人を宗教ではなく人種で定義し、またアルジェリア在住のユダヤ人のフランス国籍を取り消した点でドイツよりも過酷であった。ドイツが占領地域で施行したユダヤ人取締法はまもなく自由地域でも施行された。ユダヤ人は公共施設に入ることもできず、買い物もろくにできない状態に追い込まれた。またドイツ本土で行われていた経済のアーリア化政策は占領地・自由地域でも行われ、ユダヤ系、またはそう見られた企業の吸収・資産没収などが行われた。
このユダヤ人摘発の影には在仏ユダヤ人総連合 (UGIF) の対独協力が存在した。UGIFは東欧や外国籍のユダヤ人を優先してナチスに引き渡すことで、フランス国籍のユダヤ人を守ろうとした。しかし1943年から組織はゲシュタポの手に落ち、UGIFは完全にゲシュタポの道具と化した。
1942年になるとパリではたびたび外国系ユダヤ人が検挙され、強制収容所に送られた。6月にはドイツがヴィシー政府にユダヤ人10万人の移送を要求し、ヴィシー政府側はフランス国籍ユダヤ人を逮捕しないが、外国籍のユダヤ人は子供もろとも逮捕する方針を固めた。7月16日には「春の風」作戦が実行され、1万2千884人のユダヤ人が逮捕され、ヴェロドローム・ディヴェール競技場に集められた（ヴェロドローム・ディヴェール大量検挙事件）。これはパリ在住のユダヤ人の半数に及ぶが、フランス警察の中にはユダヤ人に情報を流して避難させるものもいた。
このユダヤ人迫害にはヴィシー政府に協力的であったカトリック教会の反発を招き、枢機卿会議はペタンや首相ピエール・ラヴァルに大量検挙を批判する書簡を送った。ラヴァルはフランス国籍ユダヤ人の擁護に動き、一部ユダヤ人の出国に協力した。
イタリア占領地域ではユダヤ人取り締まりはほとんど行われず、フランス各地からユダヤ人が逃げ込んだ。しかし1943年9月のイタリア休戦以降、ユダヤ人が逃げ込める場所はフランスになくなった。

## 崩壊
1944年6月6日、ノルマンディー上陸作戦が開始され、フランスに再び連合軍が上陸した。8月11日にはドラグーン作戦が実行され、南フランスも連合軍の手に落ちた。8月25日にはパリの解放が行われ、フランス共和国臨時政府がパリに移転した。ヴィシー政府は崩壊し、閣僚はドイツ本土に拉致された。一方で6月10日にはオラドゥール＝シュル＝グラヌ村が武装親衛隊によって焼き討ちされる惨事が起きている。
7月19日にはベルギー国境付近の地域とベルギーに「Reichskommissariat」（国家弁務官支配下のベルギーと北フランス（Reichskommissariat Belgien und Nordfrankreich もしくは Reichskommissariat für die besetzten Gebiete von Belgien und Nordfrankreichce））が設置され、ヨーゼフ・グローエが国家弁務官となったが、この地域もまもなく連合軍に奪回された。1944年中にフランスの大部分は連合軍によって解放され、1945年2月のコルマールの戦いによって、アルザス＝ロレーヌも奪回された。ただしサン＝ナゼールやラ・ロシェル、ロリアンのドイツ軍部隊は降伏を拒否し、連合軍もあえて強攻しなかったため、彼らの降伏は5月のドイツ降伏以降となった（欧州戦線における終戦 (第二次世界大戦)）。
戦後、フランス法廷においてドイツ企業がフランス企業と結んだ諸契約は無効となり、IG・ファルベンも解体された。
対独協力者（コラボラシオン）、もしくはそう見られたもの達は、裁判やリンチ（女性の丸刈り）にかかり、正規の裁判を経ずに処刑されたものは1万人に達した。